# 13180 Fourcroy
13180 Fourcroy è un asteroide della fascia principale. Scoperto nel 1996, presenta un'orbita caratterizzata da un semiasse maggiore pari a 3,1956626 UA e da un'eccentricità di 0,1152953, inclinata di 6,99434° rispetto all'eclittica.